# Sayhuite

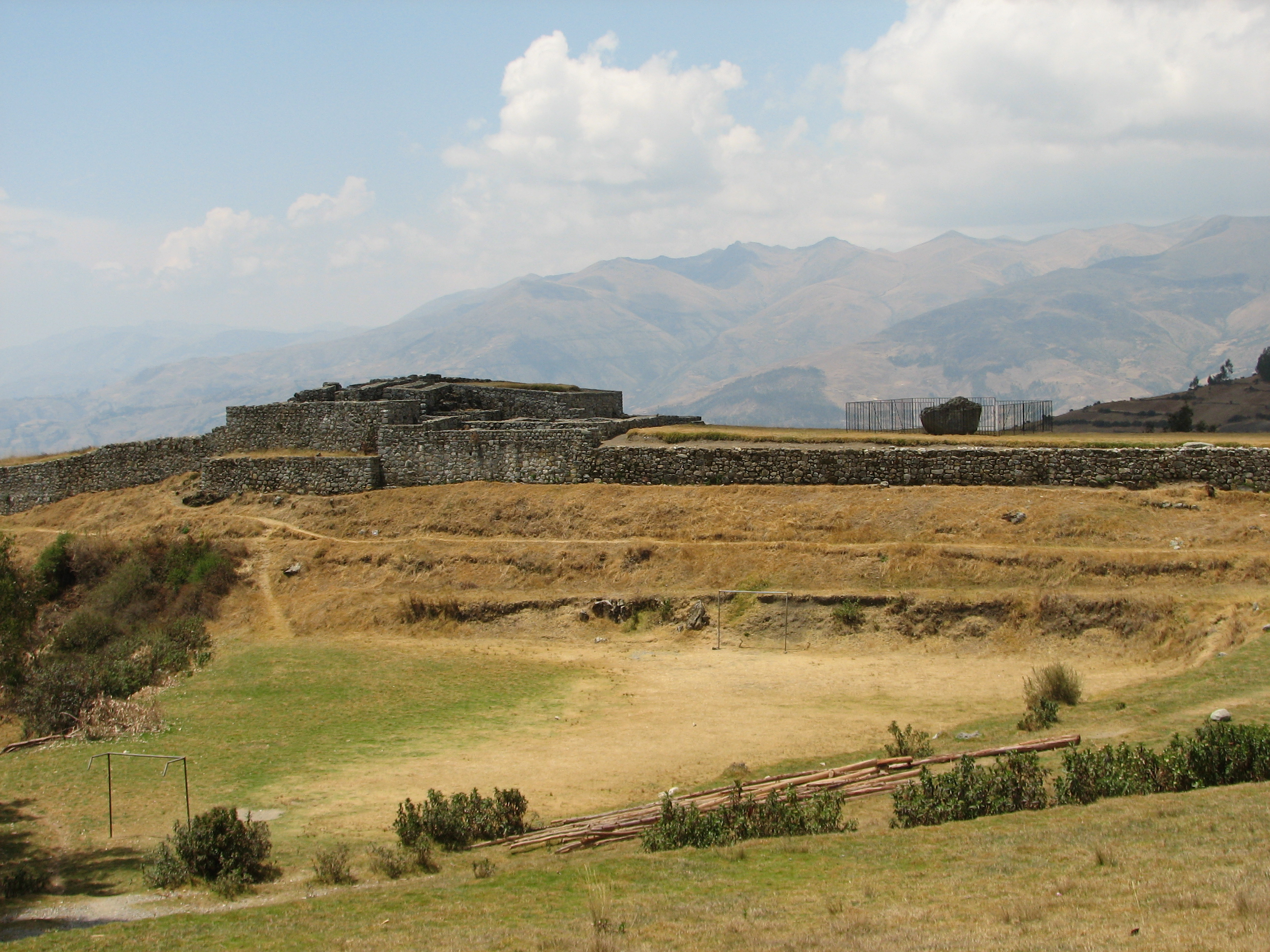
Il complesso archeologico

Sayhuite (Sigh-weetey) è un sito archeologico che si trova 47 chilometri (29 miglia) a est della città di Abancay, nella provincia di Abancay nella regione di Apurímac in Perù.  Il monolite di granito è l'attrazione più popolare del sito archeologico.
Il sito è considerato un centro di culto religioso per gli Inca, incentrato sull'acqua.  Nei Monumenti degli Inca di John Hemming, l'autore indica una narrativa coloniale che descrive l'interno del tempio Sayhuite, il quale presentava colonne grandi drappeggiate di tessuti con fasce d'oro dello "spessore di una mano". Il tempio era sotto la supervisione della sacerdotessa Asarpay, che si uccise gettandosi nella vicina gola di 400 metri per evitare la cattura da parte delle forze spagnole. 

## Il Monolite

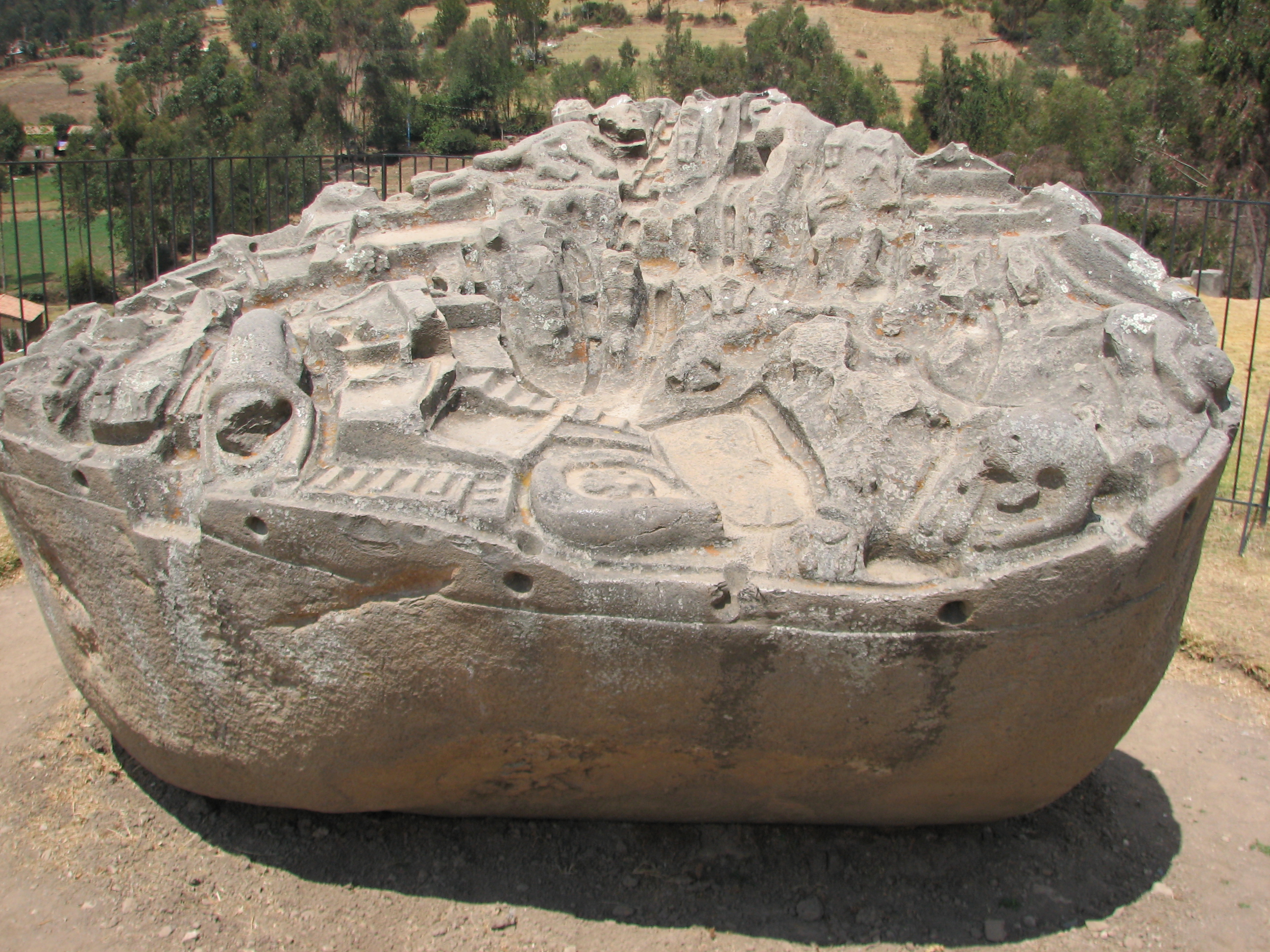
Il monolite di Sayhuite

Una caratteristica importante del sito è il monolito Sayhuite, una grande roccia di forma sferoidale contenente più di 200 figure geometriche e zoomorfe, tra cui rettili, rane e felini. Misura circa 2 m di lunghezza e 4 m di larghezza, è un blocco di granito di 2,3  m di altezza e 11 m di circonferenza.
Trovata in cima a una collina chiamata Concacha, si ritiene che la pietra sia stata scolpita come modello idraulico topografico, completo di terrazze, stagni, fiumi, tunnel e canali di irrigazione.  Le funzioni o gli scopi della pietra non sono noti, ma il ricercatore Arlan Andrews sr. ritiene che il monolito sia stato utilizzato come modello in scala per progettare, sviluppare, testare e documentare il flusso d'acqua per progetti di acqua pubblica e insegnare agli ingegneri e ai tecnici antichi i concetti e le pratiche richieste. La roccia è stata "modificata" più volte, con nuovo materiale, alterando i percorsi dell'acqua o aggiungendo percorsi nuovi.
I fautori di questa ipotesi, considerando che molte figure rappresentano costruzioni umane, canali, scale, stagni, propongono che la pietra di Sayhuite sia una specie di pianta in pietra o schizzo realizzato da architetti Inca per controllare i lavori idraulici che stavano effettuando. La pietra sarebbe stata quindi scolpita come un modello topografico idraulico, con i suoi terrazzi, stagni, fiumi, gallerie e canali di irrigazione.

### Interpretazione
Sebbene i creatori rimangano un mistero, il monolito fornisce agli archeologi informazioni sulla cultura della popolazione precolombiana. Sebbene il significato preciso di questa pietra rimanga irrisolto, il monolito fa parte della cultura materiale del popolo Inca e come tale aiuta gli archeologi a comprendere la cultura di quel popolo. Comprendere la cultura Inca da una prospettiva archeologica aiuta gli studiosi ad applicare questa conoscenza a civiltà simili e a trovare collegamenti tra culture antiche.
Gli archeologi hanno stabilito che il sito fosse un centro religioso Inca, dove si svolgevano rituali e cerimonie per il culto dell'acqua. Il monolito ne è un indizio importante, poiché raffigura un flusso simile all'acqua tra le incisioni. L'archeologo Gary Urton afferma che "Le incisioni nella sua parte superiore rappresentano terrazze, canali di irrigazione, puma e altri animali, come le lucertole". e che possa essere una rappresentazione simbolica della valle.